# Гродненський повіт
Гродненський повіт (лит. Gardino apskritis, пол. Powiat grodzieński, біл. Гарадзенскі павет) — адміністративно-територіальна одиниця Троцького воєводства Великого князівства Литовського. Площа — 11 700 км². Центр — Гродно. Найбільші міста та містечка: Велика Берестовиця, Васильків, Індура, Кринкі, Мости, Сокулка, Сопоцькин, Скідель, Заблудів, Супрасль тощо.

## Історія
Повіт з'явився у XIV столітті на основі Гродненського князівства, а у 1413 році увійшов до Троцького воєводства.
У 1528 році шляхетський загін налічував 320 вершників. Згідно з адміністративною реформою 1565–1566 років до Гродненського повіту ще частину Мерецького. У 1791 за  Конституцією Речі Посполитої був створений Мерецький повіт, який в 1793 році разом з Гродненським повітом за рішенням Гродненського сейму утворив окреме Гродненське воєводство. В 1795 році у зв'язку з Третім поділом Речі Посполитої Гродненський повіт разом з Гродненським воєводством було ліквідовано.